# Saison 5 de Damages
Chronologie
Saison 4
Cet article présente le guide des épisodes de la cinquième et dernière saison de la série télévisée Damages.

## Généralités
La saison 5 est faite sur le même concept que les quatre saisons précédentes : l'intrigue principale se déroule dans le passé et le récit de cette intrigue est entrecoupé de flashforwards révélant la situation des personnages trois mois plus tard.
Comme pour toutes les autres saisons, l'intrigue se base sur une affaire réelle, ici l'affaire de Wikileaks, et de son fondateur Julian Assange.

## Distribution

### Acteurs principaux
- Rose Byrne (VF : Chantal Mace) : Ellen Parsons
- Glenn Close (VF : Évelyne Séléna) : Patricia « Patty » C. Hewes
- Ryan Phillippe : Channing McClaren
- Judd Hirsch : William Herndon
- John Hannah : Rutger Simon

### Acteurs récurrents
- Chris Messina : Chris Sanchez
- Zachary Booth : Michael Hewes
- Jenna Elfman : Naomi Walling
- Janet McTeer : Kate Franklin
- Maya Days : détective Rosario Ortiz
- Casey Siemaszko : détective Dan Williams
- Gbenga Akinnagbe : l'enquêteur pour Ellen
- Victor Garber : Bennett Herreshoff
- M. Emmet Walsh : Lyle Hewes, le père de Patty
- Gillian Alexy (en) : Gitta Novak
- William Sadler : Helmut Torben

## Épisodes

### Épisode 1:Parsons contre Hewes
- États-Unis : 11 juillet 2012 sur Audience Network
- France : 
  - 11 juillet 2013 sur Canal+
  - 25 juin 2014 sur M6[1]
- Québec : sur AddikTV
- Suisse : sur RTS Un

Quelque temps sont passés depuis l'affaire High Star. Patty est inquiète et craint qu'Ellen Parsons ne tente d'utiliser ses secrets pour lui faire perdre son procès pour la garde de sa petite-fille. Ellen a en effet hâte de témoigner et de profiter de son nouveau cabinet, encore sans client, et de sa relation naissante avec Chris Sanchez.
Cependant, une nouvelle affaire apparait : Channing McLaren, un pirate informatique de renommée mondiale connu pour avoir dévoilé les secrets de plusieurs banques, s'apprête à faire tomber une des plus anciennes banques de Wall Street. Pour cela, son associé, Rutger Simon, a contacté Naomi Walling, une trader travaillant pour l'un des principaux gestionnaires de fonds de la banque qui a accès à toutes les données. Prévoyant les poursuites à venir, McLaren veut prendre un avocat et pense à Patty Hewes, mais elle refuse, n'aimant pas le personnage et ses méthodes.
Naomi Walling, après hésitation, pirate les données et les transfère, mais dans le lot sont révélés des détails de sa vie privée. Walling comme McLaren sont effondrés. Aussitôt, Patty contacte Walling et lui propose de la représenter pour attaquer McLaren, mais elle refuse. La fille de Walling tente de raisonner sa mère puis d'engager elle-même Patty, en vain. De son côté, McLaren contacte Parsons et tente de l'engager. Le lendemain, Walling est assassinée et sa mort maquillée en suicide.

### Épisode 2:Paranoïa
- États-Unis : 18 juillet 2012 sur Audience Network
- France : 
  - 18 juillet 2013 sur Canal+
  - 2 juillet 2014 sur M6[1]

- Sam Coppola : juge

### Épisode 3:Déposition décisive
- États-Unis : 25 juillet 2012 sur Audience Network
- France : 
  - 25 juillet 2013 sur Canal+
  - 9 juillet 2014 sur M6[1]

Ellen accueille sa nouvelle associée, Kate, avant d'aller confronter MacClaren pour lui faire reconnaitre ses mensonges ; il admet alors avoir rencontré deux fois Naomi Walling, une fois pour organiser le transfert de données, une seconde fois pour la rassurer et lui expliquer en détail la procédure. Ellen doit donc obtenir la déposition de la plaignante avant d'élaborer une stratégie de défense, mais Patty se montre extrêmement ferme sur les conditions. Quand la fille de Naomi affirme que Channing MacClaren a couché avec sa mère une fois puis a tenté de la violer lors de leur deuxième rencontre, MacClaren nie en bloc.
Grâce à Kate Franklin et en dépit de la pression mise par Rutger Simon quant à l'exigence de résultats, Ellen trouve une faille : elle parvient à montrer que la fille de Naomi Walling a menti sur le dernier appel téléphonique qu'elle aurait eu avec sa mère, parvenant à remettre en question tout le témoignage.

### Épisode 4:Samouraï Seven
- États-Unis : 1er août 2012 sur Audience Network
- France :
  - 1er août 2013 sur Canal+
  - 16 juillet 2014 sur M6[1]

MacClaren pense toujours aux informations que pourraient lui fournir le hacker « Samurai Seven » et tente de s'en emparer lui-même, mais le pirate parvient à l'en empêcher. De son côté, Patty Hewes essaie de prouver que Naomi Walling n'est pas la taupe et demande que les serveurs du fonds lui soient ouverts. Quand la demande est refusée, elle divulgue l'affaire dans un show télévisé en utilisant le témoignage de la fille de Naomi. Ellen est furieuse, mais MacClaren lui confirme que dans les faits, rien ne prouve que Naomi soit à l'origine de la fuite.

### Épisode 5:Incompétences
- États-Unis : 8 août 2012 sur Audience Network
- France : 
  - 8 août 2013 sur Canal+
  - 23 juillet 2014 sur M6[1]

### Épisode 6:Accords et désaccords
- États-Unis : 15 août 2012 sur Audience Network
- France : 
  - 15 août 2013 sur Canal+
  - 30 juillet 2014 sur M6[1]

### Épisode 7:Avis de tempête
- États-Unis : 22 août 2012 sur Audience Network
- France : 
  - 22 août 2013 sur Canal+
  - 6 août 2014 sur M6[1]

Ellen et Patty doivent rencontrer l'expert informatique qui a étudié les serveurs de Princefield, mais pour cela, elles doivent se rendre dans une université du Maine. Rutger est donc seul à affronter la colère de Channing quand celui-ci apprend que les avocates ont marchandé l'information de Samourai Seven, dont on a retrouvé le corps ; comme à son habitude, MacClaren disparait pendant plusieurs heures après cela. De son côté, Chris Sanchez découvre une affaire qu'il souhaiterait mettre en ligne grâce à MacClaren : des soldats souffrant de SSPT sont renvoyés au front sous antidépresseurs, ce qui aggrave leur état. Ellen lui explique qu'il devra trouver d'abord des preuves tangibles avant de publier.
Ellen et Patty ont confirmation que la fuite sur le fonds 23 vient bien de l'ordinateur de Naomi Walling, mais les autres fuites ont été piratées d'ailleurs, par un hacker tel que Channing MacClaren ou Samourai Seven. Au moment de repartir, une tempête de neige se lève, forçant Ellen et Patty à patienter à l'aéroport. Pendant ce temps, MacClaren prend contact avec Davies et parvient à lui donner son contact pour le délit d'initié : Helmut Torben, principal donateur de l'organisation de MacClaren et principal contact de Rutger Simon. Déjà échaudé par le manque de considération dont il est l'objet, Simon doit garder ce fait secret.

### Épisode 8:L'Origine de la haine
- États-Unis : 29 août 2012 sur Audience Network
- France : 
  - 29 août 2013 sur Canal+
  - 13 août 2014 sur M6[1]

Cinq ans auparavant, l'homme envoyé par Pete pour tuer Ellen Parsons dans l'appartement de Patty Hewes échoue et se fait poignarder. Ellen partie, il reprend conscience et appelle Pete à l'aide, celui-ci le fait soigner en secret tout en lui rappelant son erreur : ne pas avoir tué le chien.
De nos jours, Patty organise le procès imminent et souhaite avoir la liste des donateurs de MacClaren, or William lui explique que tous les procès menés contre MacClaren n'ont jamais permis de mettre à jour cette liste, ni de les inculper. William s'inquiète donc de voir Patty s'acharner à défendre un dossier aussi mince contre un homme qu'il pense innocent, mais elle n'en a cure. De leur côté, Ellen, MacClaren et Novak apprennent le double jeu de Helmut Torben ; ils admettent que Torben pourrait être la personne qui a voulu nuire à Naomi Walling, mais décident de taire l'information, le temps que l'affaire Walling se tasse.
Kate Franklin organise la rencontre entre Lyle Hewes et son petit-fils, Michael. Les deux hommes parlent de Patty, de l'enfance de l'avocate, mais aussi de l'héritage de Lyle, qui souhaite léguer sa maison à Michael, mais pour l'avoir il faudra que Michael abandonne la garde de sa fille. Patty refuse tout net, furieuse que Kate soit passé dans son dos. Peu après, la maladie de Lyle le rattrape.
Patty reçoit une relance quant à la proposition d'être nommée pour siéger à la Cour suprême, et reste vague sur ses intentions ; elle réalise finalement que ce poste la protègerait de la vengeance d'Ellen Parsons et accepte. Celle-ci a découvert que Pete, l'ancien homme à tout faire de Patty, et l'homme qui l'a agressé se connaissaient. La veuve de Pete nie le connaître, avant de le contacter et le faire revenir à New York. Ellen retrouve aussi la carte de visite de Hollis Nye où elle suspecte que le sang de son agresseur s'y trouve. Grâce aux détectives et un test ADN, elle a un nom : Patrick Scully.

### Épisode 9:Le Traître
- États-Unis : 5 septembre 2012 sur Audience Network
- France : 
  - 5 septembre 2013 sur Canal+
  - 20 août 2014 sur M6[1]

Ellen et Patty n'ont plus qu'une semaine pour préparer le procès. Patty décide d'interroger les trois témoins (MacClaren, Simon et Novak) la même journée ; elle retient Simon pour lui montrer qu'elle est au courant pour le lien entre Herreshoff et Torben, mais il nie en avoir eu connaissance. Tous savent qu'il ment, y compris MacClaren, qui décide de le renvoyer de l'association, malgré tout ce qui dépend de Simon. Peu après, Simon se rend chez Patty Hewes et lui explique comment tout a commencé.
À Rome, un an auparavant, Naomi Walling a pris contact avec MacClaren dès qu'elle a eu connaissance du fonds 23. Mais le rendez-vous est devenu galant, ce qui a rendu Simon furieux de voir le hacker si irresponsable. MacClaren a donc accepté de ne plus voir Walling sans pour autant abandonner l'idée de la fuite, l'une des plus importantes de leur carrière. Simon l'a appuyé, mais selon lui, tout a dérapé après la deuxième rencontre secrète entre Walling et MacClaren à l'hôtel : il est revenu en panique, affolé à l'idée que Walling puisse abandonner et porter plainte, et il a donc décidé de récupérer ses données personnelles pour la discréditer. Patty accepte alors de faire un marché avec Simon : elle utilise son témoignage contre MacClaren, et en échange, elle laisse Simon libre de reprendre le contrôle de l'association. En réalité, c'est Simon lui-même qui a posté les données personnelles pour discréditer MacClaren et l'écarter, afin d'obtenir le contrôle de l'association et le soutien de Herreshoff.

### Épisode 10:Tous comptes faits
- États-Unis : 12 septembre 2012 sur Audience Network
- France : 
  - 12 septembre 2013 sur Canal+
  - 20 août 2014 sur M6[1]

- Noah Bean : David Connor

Patty fait un rêve : son père est chez elle, allongé sur le canapé, et la menace d'un fusil tout en lui demandant ce qu'il est advenu de sa fille. Elle pense d'abord à sa fille mort-née, puis sa petite-fille Catherine, avant de comprendre qu'il parle d'Ellen.
Partie I
Ellen est chez son médecin pour sa fatigue constante : elle est très anémique et doit se reposer, mais Ellen tient à achever son duel avec Patty, d'abord sur l'affaire MacClaren, puis sur la garde de Catherine, persuadée que les procès ne dureront pas. De son côté, Patty prépare son nouveau témoin, Rutger Simon, et lui annonce qu'au terme du procès, elle compte attaquer Torben et Herreshoff en justice, laissant Simon sans soutien financier. Kate et Patty se rencontrent plus tard, Kate souhaitant encore que Patty fasse un geste vers son père et puisse tourner la page. Le lendemain, un avocat de l'US Army demande à Ellen Parsons de livrer le nom de la source de MacClaren, auquel cas il sera accusé ; celui-ci refuse tout net. Quand Chris et Ellen demandent au militaire de se rendre, il hésite mais refuse. Plus tard dans la nuit, Ellen a une de ses conversations éveillées avec David, son défunt fiancé, sur le besoin de gagner, avant de se faire surprendre par l'avocat de l'armée. Ellen a fait son choix.
Partie II
Rutger s'apprête donc à trahir officiellement MacClaren et se remémore ce qui l'a amené à cette situation. Après avoir passé un marché avec Herreshoff, il devait lui fournir des informations personnelles et compromettantes sur Naomi Walling ; ce sera « Samourai Seven » qui les récupèrera et les donnera à Torben, tout en omettant les mails prouvant la liaison de Walling et Herreshoff. Mais quand l'affaire devient publique, comme aucun courriel mentionnant sa liaison n'est révélé, Walling comprend vite que Herreshoff est impliqué avec Simon ou MacClaren, et demande donc de l'argent contre son silence. Torben est prêt à payer, mais Simon estime qu'il est plus prudent de la faire tuer. 
Patty révèle à Ellen que Rutger Simon est son nouveau témoin. Celui-ci se veut rassurant avec Herreshoff et Torben, mais ils ne le croient pas. Ellen et Torben se rencontrent et parlent de ce que sait l'avocate et de ce qu'il faut faire pour qu'elle gagne l'affaire. Le soir même, Simon tente de fuir pour le Royaume-Uni.
Le jour de l'audience, alors que l'audience commence tout juste, Patty reçoit un message sur son téléphone et demande aussitôt à abandonner les charges : Rutger Simon a disparu, et sans lui, elle n'a pas de dossier. Ellen a donc gagné son premier procès contre Patty Hewes. MacClaren ne célèbre pas sa victoire et se prépare à partir et continuer, sans Rutger Simon.
Partie III
Quelques jours ont passé. Chris a rompu avec Ellen quand il a appris qu'elle a dénoncé le militaire qui a révélé le scandale sur MacClaren ; elle explique qu'elle l'a fait pour protéger son client, mais Chris croit qu'elle s'en moque. Ellen ne s’appesantit pas : elle prépare la défense de Michael Hewes contre sa mère, et lui révèle l'existence de Patrick Scully, l'ancien homme de mains de l'oncle Pete, qui a négocié l'immunité contre son témoignage. Celui-ci s'est enregistré lors de sa rencontre avec Patty Hewes, lorsqu'il a négocié son silence. Michael est prêt à utiliser ces faits contre sa mère. De son côté, Patty va à la rencontre de son père et lui exprime à nouveau toute sa haine envers lui.
Quand elle essaie de trouver un arrangement avec Michael, il refuse.
Le lendemain, Ellen prépare la rencontre entre Patrick Scully et Michael. Mais en se rendant à son bureau à pied, la fatigue causée par son rythme effréné, mais aussi l'anémie causée par sa grossesse, la rattrapent, et elle perd connaissance. Scully et l'homme de mains d'Ellen l'attendent deux heures durant et finissent par appeler les deux inspecteurs pour interroger Patty Hewes. Quand ils la retrouvent en la voyant du haut de la ruelle, l'homme de mains va à son secours. Patrick rentre au bureau et croise Michael. Ellen reprend connaissance et revient à son bureau, mais le drame a eu lieu : Scully comptait disparaitre à nouveau, mais Michael a révélé être prêt à le dénoncer pour l'attaque d'Ellen dans l'appartement de Patty (il l'avait surpris en sortant des lieux cette nuit-là), alors Scully a sorti une arme et l'a abattu. C'est l'agent Ortiz qui annonce la mort de Michael à Patty, qui s'effondre.